# Altispinax
Altispinax é um gênero de dinossauro terópode que viveu na Europa no início do período Cretáceo há 130 milhões de anos, no Barremiano, sendo encontrado em Obernkirchen Sandstein de Niedersachsen, Alemanha. É conhecido apenas a partir de um dente. O material também referido de Hastings Beds (Valanginiano), Purbeck Beds (Cretáceo Inferior) e Lower Greensand (Aptiano) da Inglaterra e Weald Clay (Hauteriviano-Barremiano) da Inglaterra e Bélgica, mas este material provavelmente não pertence ao Altispinax. Três vértebras traseiras com espinhas elevadas, anteriormente associadas com o Altispinax (da qual provém o nome) foram posteriormente atribuídas a um gênero separado, Becklespinax.[carece de fontes?]
Media, provavelmente, 8-9 metros de comprimento.